# Îles du Nouvel-An (Argentine)
Pour les articles homonymes, voir Île du Nouvel-An.
Les îles du Nouvel-An ou archipel du Nouvel-An (en espagnol : Islas de Año Nuevo), sont des îles situées à environ 6,5 km au nord de l'île des États à l'extrême sud de l'Argentine.

## Toponymie
Luis María Vernet (es) (Hambourg, 1792 - San Isidro, Argentine, 1871), qui fut le premier gouverneur argentin des îles Malouines, en 1829, les nomma, « Islas Malvinitas ».

## Géographie
L'archipel est composé des îles suivantes :
- l'île Observatorio (4 km2), la plus grande, où se trouve le phare Año Nuevo, construit en 1902 et toujours en fonctionnement ;
- l'île Elizalde ;
- l'île Alferez Goffré ;
- l'île Zeballos ;
- l'île Gutiérrez.